# Jacobus dictus magnus
Jacobus dictus magnus (dt. Jakob, genannt der Große; † um 1315) war ein im Mittelalter in Dresden ansässiger Ratsherr und Bürgermeister.
Seine erste urkundliche Erwähnung fand Jacobus in einer Urkunde vom 18. April 1292, in der er als Zeuge genannt wird. Im gleichen Jahr wird er als Schiedsrichter in einem Rechtsstreit zwischen Friedrich von Dresden und dem Bischof von Meißen genannt (Urkunde vom 1. Oktober 1292). 1296 ist er Bürgermeister der Stadt.
Jacobus hatte zwei Söhne, Jacobus (d. J.) und Johannes, wobei letzterer 1296 ebenfalls in einer Urkunde auftaucht. 1304 überwies er mit Zustimmung seiner Söhne der Dresdner Elbbrücke 28 Schillinge jährlichen Zinses, welcher aus dem ihnen zu Lehen überlassenen Dorf Golberode stammten. 1311 wird er erneut als Ratsmitglied erwähnt. Vermutlich starb Jacobus im Jahr 1315/16, da seine beiden Söhne gemäß einer letzten Verfügung 1316 dem Dresdner Siechenhospital 2 Pfund Goldes jährlicher Erträge von einigen Häusern an der Elbe überließ, die die Familie ebenfalls als Lehen überlassen bekommen hatte.